# Негодяи (DC Comics)

Негодяи, группа современных врагов Флэша (за исключением Погодного волшебника, во втором ряду слева), которые сформировали команду, чтобы победить Флэша. Рисунок из Flash: Iron Heights

Некоторые злодеи из серий комиксов о Флэше, которых возглавляет Капитан Холод, составляют независимую преступную организацию, именующую себя Негодяями (англ. Rogues, рус. жулики, негодяи), презирая само использование термина «суперзлодей», «суперпреступник».
Негодяи, если сравнивать с подобными объединениями злодеев, необычно социальны, поддерживают своеобразный «кодекс чести» и другие нормы поведения, а также предъявляют высокие требования для вступления в команду. Ни один Негодяй не может взять себе личность другого Негодяя («по наследству», к примеру), пока этот Негодяй еще жив. Кроме того, приобретая костюм и оборудование Негодяя, или открыв идентичные способности, новый злодей не обязательно тоже станет Негодяем, даже если его предшественник уже мертв. Они не должны убивать без необходимости. Также они не производят наркотиков и каким-либо другим образом не связаны с наркобизнесом, потому что это нарушит предыдущее правило.
Несмотря на то, что имеется тенденция к тому, что они менее узнаваемы, чем враги Бэтмена или Супермена, все эти злодеи представляет собой своеобразную галерею негодяев благодаря уникальной смеси ярких костюмов, самых разных возможностей и необычных сверхсил. Как правило, они никогда не имеют каких-либо грандиозных стремлений, довольствуясь дерзкими и продуманными ограблениями.

## Негодяи Серебряного века
Враги Флэша начали использовать название негодяи в период Серебряного века комиксов. Первоначально Негодяи были просто врагами Флэша, которых всех вместе освободил из тюрьмы другой враг Флэша, Горилла Гродд и они должны были отвлечь Флэша, пока Гродд пытается завоевать мир. Потерпев поражение от Флэша, они впоследствии сформировали долговременную команду и ни один негодяй не совершал преступления один. Врагами Флэша Серебряного века, которые сформировали первый состав команды Негодяев, были Капитан Холод, Магистр Зеркал, Тепловая Волна, Погодный Волшебник, Трикстер, Крысолов, Волчок и Капитан Бумеранг. Эти Негодяи противостояли второму Флэшу (Барри Аллену), а после его смерти и третьему. и четвертому.
Негодяи Серебряного века в хронологическом порядке (согласно дате выпуска, в котором состоялся их дебют):
| Злодей             | Впервые появился в выпуске                | Описание |
| ------------------ | ----------------------------------------- | --- |
| Капитан Холод      | Showcase #8 (май/июнь 1957)               | Леонард «Лен» Снарт был преступником, искавшим шанс избавиться от Флэша. Увидев статью об оружии, которое могло разрушить скорость Флэша, Снарт сделал себе его, превратив в лучевое. Вместо того, чтобы замедлить Флэша, оно замораживало всё, снижая температуру до абсолютного нуля (- 273,15 градуса). Взяв себе имя «Капитан Холод» он состоялся как преступник. Снарта задумывали как своего рода Немезиду для Барри Аллена и Уолли Уэста, а также как лидера Негодяев. Известный тем, что он был сентиментальным злодеем, Капитан Холод сохранял чувство собственного достоинства. У него были строгие правила насчет действий Негодяев: никаких наркотиков, даже убить человека нельзя, если нет необходимости. Также он следит за лояльностью Негодяев и не спускает с них глаз. В период событий Flashpoint он носит имя «Гражданин Холод» и является супергероем Централ-сити, а все Негодяи — его враги. |
| Магистр Зеркал     | The Flash #105 (февраль/март 1959)        | Работая в тюремном цехе, Сэм Скраддер случайно создал зеркало, которое могло держать отражение некоторое время. Сбежав из тюрьмы, он сделал множество зеркал и стал Магистром Зеркал. Его зеркала могли иметь самые разные свойства, вплоть до путешествия в другие измерения. Первый Магистр Зеркал погиб во время Кризиса на бесконечных Землях, но другие злодеи подхватили эстафету. |
| Крысолов           | The Flash #106 (апрель/май 1959)          | Хартли Ратэвэй был глух с рождения, но излечился, когда его богатые родители нашли способ заставить его слышать. Как только к нему вернулся слух, он помешался на музыке и звуках, в результате чего сделал много основанного на звуке оружия. Первоначально просто преступник, он впоследствии исправился и раскрыл свой гомосексуализм. Он стал другом Уолли Уэста, даже при том, что Волчок хвастался, как он заставил всех Негодяев (включая самого Крысолова) исправиться. Крысолов отразил его влияние и остался хорошим. Хотя он позже стал Негодяем снова, не раскрывается, его ли это было желание, или это просто работа под прикрытием. |
| Погодный Волшебник | The Flash #110 (декабрь 1959/январь 1960) | Марк Мардон сбежал из тюрьмы в дом своего брата. Его брат только что сделал палочку, способную управлять погодой. Марку было необходимо оружие и он подрался с братом за палочку, случайно убив его (хотя первоначально Марк рассказывал, что нашел брата уже мертвым, и говорил это Капитану Холоду вполне искренне). У него есть грудной ребенок, Джош, которого приняла в свою семью Айрис Уэст. Джош имеет врожденные способности своего отца, но только когда тот рядом. Он был похищен Либрой и убит Инерцией во время событий Final Crisis. |
| Трикстер           | The Flash #113 (июнь/июль 1960)           | Джеймс Джесси, цирковой артист, происходил из семьи канатоходцев и изобрел обувь, которая использовала сжатый воздух, чтобы тот, кто её носит, мог ходить по воздуху. В результате Джесси стал отличным аэронавтом. Вдохновившись этим, он сделал еще оборудование и стал Трикстером. В определенный момент он исправился, но выяснилось, что это было из-за влияния Волчка, и он вернулся к Негодяям. Погиб от выстрела Дэдшота во время событий Countdown. |
| Капитан Бумеранг   | The Flash #117 (декабрь 1960)             | Диггер Харкнес был мастером в искусстве владения бумерангами, которое он изучил, тренируясь в нежилой зоне. Когда компании, производящей бумеранги, понадобилось «лицо компании», они наняли Харкнеса, но он использовал костюм и бумеранги для совершения преступлений. Имеет в арсенале различные особые бумеранги. После смерти Магистра Зеркал, он принял его личность и имя, став новым Магистром Зеркал. Во время событий ограниченной серии Identity Crisis он был послан убить Джека Дрейка (отца Тима Дрейка, третьего Робина), но тот принял все меры предсторожности, в результате чего оба просто убили друг друга. У Харкнесса есть сын, Оуэн Мерсер, который стал Капитаном Бумерангом вместо него. Харкнес был воскрешен в результате событий Темнейшей Ночи. |
| Волчок             | The Flash #122 (август 1961)              | Роско Диллон использовал многочисленное отсылающее к волчкам оружие и в конце концов обучился раскручивать себя до огромной скорости, что увеличило его интеллект и позволило уклоняться от пуль. Он погиб, но его разум был настолько сильным, что он, чтобы продолжать жить, мог захватывать других людей, включая Генри Аллена и сенатора Денниса О’Нила, тело которого он изменил, чтобы оно было похоже на оригинального Волчка. Позже он снова был убит Капитаном Холодом, когда Диллон попытался возглавить Негодяев во время событий Rogue War. В это же время было показано, что он влиял на некоторых Негодяев, заставив их исправиться, а во время Войны Негодяев отменил это влияние, вернув их к преступной жизни. Первоначально он влиял на них в результате особой промывки мозгов в ЛСА, целью которой было сделать его героем, но впоследствии он сошел с ума и снова стал преступником.            |
| Абра Кадабра       | The Flash #128 (февраль 1962)             | Абра Кадабра прибыл из LXIV века, эпохи, когда наука и технологии дошли до уровня, для современности неотличимого от магии. В конце концов, его мечтой было выступать на сцене в качестве фокусника, поэтому, когда его сослали назад во времени, он нашел себе аудиторию,. которую он мог бы развлечь, но столкнулся с Флэшем. Его «магия» представляла собой передовые технологии, замаскированные сверхъестественной атрибутикой. Впоследствии он продал душу Нерону в обмен на истинные магические способности. Также он присоединился к негодяям, которые работали с Инерцией и впоследствии убили Барта Аллена. |
| Тепловая волна     | The Flash #140 (ноябрь 1963)              | Мик Рори, помешанный на огне психопат, в юности сжег свой собственный дом, убив при этом всю свою семью. Тогда он сделал тепловую пушку и использовал огонь, чтобы совершать ограбления и убивать. Он был одним из тех Негодяев, которые попали под влияние Волчка и исправились, но когда это влияние закончилось, Рори снова вернулся к Негодяям. Даже когда он исправился, его разум склонял его совершить преступление. |
| Золотой Глайдер    | The Flash #250 (июнь 1977)                | Лиза Снарт, сестра Лена Снарта (Капитана Холода), не хотела быть злодейкой, но когда её возлюбленный, Волчок, погиб, она возжелала отомстить Флэшу. Используя острые коньки, которые она сделала, она боролась с Флэшем, получив одобрение брата. Она была убита Хладблэйном, которому отдала один из пистолетов своего брата. С тех пор Капитан Холод ищет способ отомстить, убив Хладблэйна. |

## Негодяи Современного века
В Современном веке графический роман Flash: Iron Heights представил миру новых персонажей, многие из которых станут новым воплощением команды Негодяев под предводительством криминального босса Блэксмит. Некоторые писатели обновили классических Негодяев, раскрыв их через их собственные истории или общие сюжетные арки, такие как «Underworld Unleashed», «Rogue War», в то время как другие авторы заново воссоздавали Негодяев путём введения новых персонажей, наследующих личности старых. Будучи преступниками, Негодяи тем не менее показаны как команда, обладающая определенным кодексом чести, отказываясь убивать женщин и детей, а согласно некоторым заявления, и спидстеров тоже.
| Злодей           | Впервые появился в выпуске        | Описание |
| ---------------- | --------------------------------- | --- |
| Магистр Зеркал   | Animal Man #8 (февраль 1989)      | Эван МакКаллох вырос в приюте, но, убив хулигана, сбежал оттуда и стал наемником. Его наняли агенты спецслужб, чтобы сделать его очередным Магистром Зеркал, предоставив ему нужное оборудование. Однако МакКаллох сбежал с ним и стал преступником, а после вошел в состав Негодяев. Он часто распространяет наркотики среди злодеев и сам имеет зависимость от кокаина — оба пристрастия являются поводом для конфликта с Капитаном Холодом. |
| Смоляная яма     | Flash vol. 2, #174 (июль 2001)    | Джоуи Монтелеон был братом наркобарона, Джека «Капитана» Монтелеона. Сидя в тюрьме, он обнаружил, что может переносить свой разум в неодушевленные объекты. Однако его разум застрял в луже смолы. |
| Двойная ставка   | Flash: Iron Heights (август 2001) | Джереми Телл проиграл все, что имел, в карты, после чего убил того, кто его обыграл. После этого карты из кармана убитого вылетели и покрыли Телла с ног до головы, став его кожей. Он может силой мысли управлять колодой, запуская во врага карты и раня их острыми как бритва краями. |
| Трикстер         | Flash vol. 2, #184 (апрель 2002)  | После того, как первый Трикстер отошел от дел, Аксель Уолкер нашел его оборудование и украл, став новым Трикстером. Во время Войны Негодяев первый Трикстер вернулся и забрал то, что было его по праву. Когда Джесси был повержен, Аксель Уолкер попытался вновь принять его личность и занять своё место среди Негодяев. |
| Капитан Бумеранг | Identity Crisis #3 (октябрь 2004) | Оуэн Мерсер был сыном первого Капитана Бумеранга, но он не знал о преступной личности отца, пока не стал взрослым. Эти двое работали вместе и были очень удивлены, когда у Мерсера обнаружились способности к рывкам сверхскорости. Когда его отец умер, он был приглашен в команду Негодяев, но позже он покинул их, чтобы присоединиться к Аутсайдерам и Отряду Самоубийц. Впоследствии попытался вернуться, но, за нарушение правила «не убивать женщин и детей», он был отправлен в яму, где находился его отец, воскрешенный в качестве Черного Фонаря, и был убит им. |

### Негодяи: команда Блэксмит
| Злодей    | Впервые появился в выпуске          | Описание |
| --------- | ----------------------------------- | --- |
| Маджента  | The New Teen Titans #17 (март 1982) | Фрэнки Кейн некоторое время встречалась с Уолли Уэстом и получила способности к магнетизму, которые убили её семью. Не видя цели в жизни, она стала злодейкой и присоединилась к культу Цикады, а затем к Новым Негодяям.                                                                                          |
| Грабитель | Flash vol. 2, #165 (октябрь 2000)   | Грабитель — убийца из зеркальной вселенной, двойник полицейского Джареда Морилло. |
| Балка     | Flash: Iron Heights (август 2001)   | Тони Вудвард упал в чан с расплавленной сталью, после того как напал на женщину-коллегу. Он выжил, но его тело было преобразовано в живой металл. Тони присоединился к Новым Негодяям, и в арке Rogue War ему уделена часть сюжета.                                                                                |
| Шепот     | Flash: Iron Heights (август 2001)   | Хирург, сошедший с ума, Михаэль Кристиан Амар, в данный момент ищет способ заглушить шепот голосов в своей голове. Отличительной чертой его преступлений является заранее удаленный язык жертвы, что является частью пыток. Также у него есть вирус, Безумие, который за 90 минут забивает легкие человека грязью. |

## Другие версии

### Новые Негодяи
Во время событий Final Crisis Негодяи отклоняют предложение Либры стать членами нового воплощения Тайного общества Суперзлодеев. Либра, отчаявшись собрать в своем обществе всех врагов Флэша, нанимает Новых Негодяев, которые впервые появились как члены банды Пингвина и должны вынудить Негодяев присоединиться. Они включают: Хлада, Ожога, Погодную Ведьму, Человека-зеркало и мистера Магию. Новые Негодяи взяли в заложники отца Капитана Холода, угрожая убить его, если Негодяи не примут предложение Либры. В ответ Негодяи напали на Новых Негодяев, убив каждого из них.

### Отступники
Отступники — полицейские из XXV столетия. Они все являются частью «Группы экспертов по Обратному Флэшу». В выпуске The Flash vol. 3, #1 тело Магистра Зеркал оставляет на видном месте неясная тень в костюме Флэша. Барри Аллен приезжает на то место в качестве судмедэксперта и подтверждает, что тело не принадлежит настоящему Магистру Зеркал. Флэш прибывает на вершину здания, где ему противостоят Отступники, будущая версия современных Негодяев. Его обвиняет в убийстве Монарха Зеркал лидер отступников, Командир Холод. Среди членов Отступников можно заметить будущие версии Капитана Холода, Тепловой Волны, Магистра Зеркал, Погодного Волшебника, Трикстера и Волчка. Расследование показало, что Волчок фактически подставил Флэша, чтобы не дать Барри вновь открыть дело, улики по которому покажут, что предок Волчка совершил преступление, за которое посадили невиновного, а причиной действий Волчка было то, что наличие преступника в семье не дает ему возможности быть членом Отступников.

### Flashpoint
В альтернативном временном потоке, известном как Flashpoint, Магистр Зеркал просит Погодного Волшебника, Смоляную яму, Трикстера и Фолаут объединились с ним против Гражданина Холода с целью отомстить, фактически формируя группу Негодяев.

### The New 52
Барри Аллен упоминает о Негодяях, которых он победил в прошлом и в данный момент они расформированы. Известными (на тот момент) участниками были Золотой Глайдер, Погодный Волшебник, Тепловая Волна и Магистр Зеркал. В выпуске The Flash Annual #1 Негодяи появляются и вступают в бой с Капитаном Холодом, Флэшем и Крысоловом. Подтверждено, что в составе этой версии команды находятся Золотой Глайдер (Лиза Снарт), как действующий лидер Негодяев, Погодный Волшебник (Марко Мардон), Трикстер (Аксель Уолкер), Тепловая волна (Мик Рори) и Магистр Зеркал (Сэм Скраддер).
Годом ранее Капитан Колд, Тепловая Волна, Магистр Зеркал, Погодный Волшебник подверглись процедуре с использованием неизвестного средства, целью которого было слить злодеев с их оружием, наделяя их сверхсилами. Процедура сорвалась и вызвала взрыв. Сестра Капитана Холода, Лиза, которая также была на этом средстве, тоже была задета взрывом. Эти пятеро получили сверхспособности, но несколько не такие, как нужно: Тепловая Волна обладал пирокинезом. но сжигал собственное тело, Погодный Волшебник впадал из-за своей погодной палочки в депрессию, Лиза стала астральной прекцией, а Магистр Зеркал не мог покинуть Зазеркальный мир. Негодяи обвинили в этом Капитана Холода и обернулись против него. Однако впоследствии, когда на Централ-сити нападает Горилла Гродд, они вынуждены объединиться с Капитаном Холодом, Флэшем и Крысоловом. В кроссовере Forever Evil они, похоже, вновь действуют вместе.

## Вне комиксов

### Телевидение
- В эпизоде Flash and Substance мультсериала «Лига справедливости без границ» Флэша Уолли Уэста собираются чествовать как героя Централ-сити. В этом эпизоде некоторые из Негодяев, а именно Магистр Зеркал, Трикстер, Капитан Бумеранг и Капитан Холод, нападают на Музей Флэша, который должны открыть на празднике, а Флэш, Бэтмен и Орион пытаются помешать им. Этот эпизод содержит множество отсылок к комиксам и телевизионным сюжетам о Флэше, включая озвучку Трикстера Марком Хэмилом. Эту группу Негодяев можно заметить посещающими местную закусочную, существование которой известно Флэшу. В этой версии Анимационной Вселенной DC все Негодяи являются второстепенными злодеями, которые используют свои навыки, чтобы поймать или убить Флэша, при этом влипая в комичные ситуации. Из-за того, что Негодяи представлены настолько комичными персонажами, Флэш показан сочувствующим им и постоянно оказывающим поддержку тому или иному Негодяю.
- В эпизоде мультсериала «Бэтмен: Отважный и смелый» «Реквием для алого гонщика!» можно увидеть Негодяев, совершающих грабежи после того, как пропавшего Флэша объявили мертвым. Хоть и своим особым способом, но Негодяи откровенно скучают по Флэшу. Их останавливают Бэтмен, Джей Гаррик и Кид Флэш. Когда Флэш возвращается, живой и здоровый, Негодяи чуть не разрыдались от счастья (в буквальном смысле) и позволили трём спидстерам схватить себя. Здесь Негодяи включали Капитана Холода, Тепловую Волну и Погодного Волшебника, хотя Горилла Гродд, Магистр Зеркал и Капитан Бумеранг также были показаны.
- В телесериале 2014 года «Флэш» в четвёртом эпизоде, «Во все тяжкие», дебютирует Леонард Снарт. В конце эпизода Снарт передаёт своему сообщнику, Мику Рори, тепловую пушку. Снарт и Рори возвращаются в 10 эпизоде «Месть негодяев», но, несмотря на то, что Флэш побеждает их, они сбегают по пути в тюрьму при помощи сестры Снарта, Лизы. Они возвращаются в 16 эпизоде, «Время Негодяев», где они мучают брата Циско Рамона, союзника Флэша, чтобы узнать тайну личности супергероя. При следующем столкновении Барри и Снарт заключают перемирие, условиями которого является то, что Снарт будет сохранять тайну личности Флэша и не будет нападать и мучить невинных людей, а Флэш не будет трогать их и арестовывать. В этой сцене Барри фактически называет команду «Негодяями», на что Снарт задумчиво отвечает «Негодяи? Мило…»

### Фильм
- Негодяи появляются в полнометражном анимационном фильме «Лига Справедливости: Парадокс источника конфликта», где Профессор Зум использует их, чтобы заманить Флэша, и собирается разрушить Централ-сити при помощи бомб, привязанных к их поясам. Данная версия состояла из Капитана Холода, Тепловой Волны, Капитана Бумеранга, Волчка и Магистра Зеркал.

### Видеоигры
- Негодяи являются боссами в игре Batman: The Brave and the Bold — The Videogame и появляются в том же составе, в каком появлялись в мультсериале «Бэтмен: Отважный и Смелый»
- Негодяи также являются мини-боссами в многопользовательской игре DC Universe Online , на уровне «Тревога в колонии на острове Страйкера». Также они периодически появляются по одному при игре в Централ-сити (кампания за героев) в загружаемом приложении Lightning Strikes.